# Pepparrot
Pepparrot (Armoracia rusticana) är en flerårig ört som odlas för sin rot, vilken används som krydda.  Roten har en pepparaktig smak, eftersom den innehåller senapsliknande ämnen. Som kulturväxt har pepparroten en lång historia, och odlingar av pepparrot är kända sedan medeltiden. I Sverige är Enköpings kommun (tidigare) och Fjärås distrikt (numera) kända för sin pepparrotsodling.

## Beskrivning
Pepparroten kan växa till över en meters höjd. Växten har en stor bladrosett, där de nedre bladen är stora (30–50 cm), gröna och tungformade med långa bladskaft. På stjälken finns också mindre, kortskaftade stjälkblad.
Den har vita, cirka 1 cm vida blommor som sitter på greniga blomställningar i toppen av växten.
Roten är kraftig, knölig, och grön- till gulaktig i färgen. Den innehåller en senapsoljeglykosid som lätt frigörs när man exempelvis river den. Den frigjorda senapsoljan är både skarp, flyktig och tårretande.

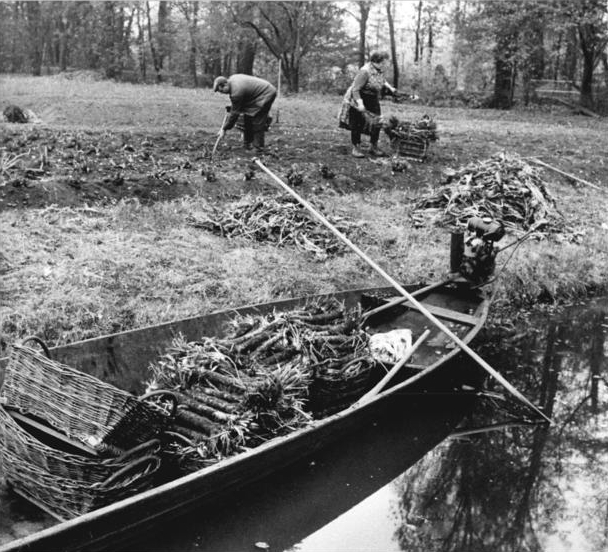
Pepparroten är viktig i det tyska köket. På bilden syns skörd i Spreewald, traditionellt centrum för den tyska pepparrotsodlingen.

## Utbredning

### Vild och förvildad
Pepparrotens ursprungsområde är sydöstra Europa, alternativt östra Ryssland. Den odlas idag på många håll i världen, och förekommer också som förvildad i andra områden. Pepparrot kan ofta ses som ogräs längs motorvägar.

### Odlad
Pepparrotsodling etablerades i Mellersta Europa på 1100-talet, och i Sverige dök växten upp i kryddgårdar under 1400-talet. Pepparrot blev mycket populär i det tyska köket, och i Frankrike – där växten kallas "tysk senap" – används den mest i Alsace–Lorraine.
Enköping är en av de två svenska orter som förknippas med pepparrot. Där går troligtvis odlingen tillbaka till 1600-talet, även om man blev känd som "Pepparrotsstaden" först under 1800-talet. 1865 odlade man pepparrot på ungefär 75 tunnland, med en årlig skörd på cirka 30 ton.
Vid 1900-talets början etablerades odling i Fjärås socken och omgivande delar av norra Halland. Man tog på 1920-talet över från Enköping som producent av svensk pepparrot. Odlingen av pepparrot i Sverige bedrivs numera av cirka 110 odlare, på ungefär 100 hektar.

## Odling
Det finns två traditionella sätt att odla pepparrot i liten skala för privat bruk. Det ena är att gräva ner en planka en bit under jorden så att pepparroten stannar där och inte växer nedåt, för då blir den lång och smal. Det andra är låta pepparroten växa vertikalt en tid och sedan dra upp den och lägga den horisontellt. 

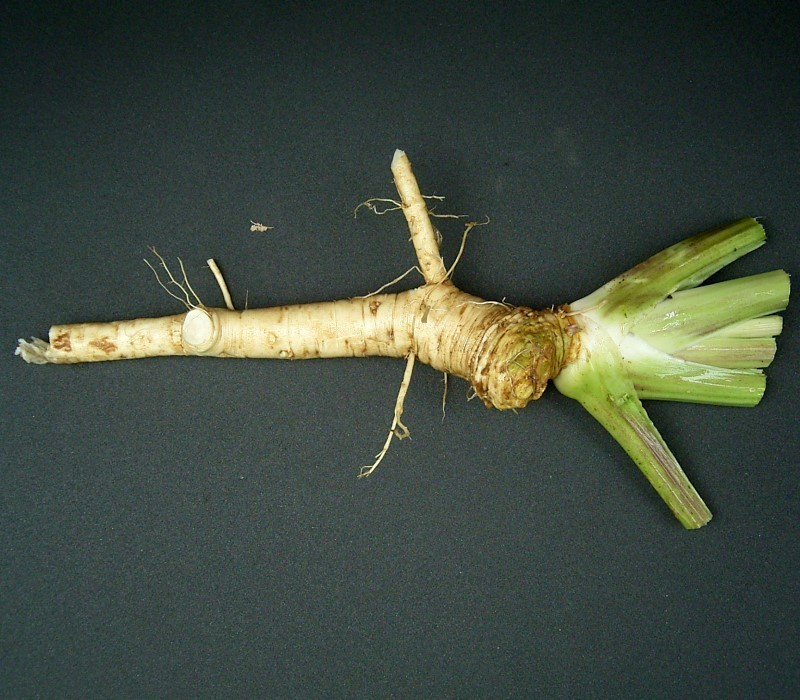
Smaken sitter i pepparrotens kraftiga, cylindriska rot.

Vid industriell odling växer pepparroten horisontellt. På försommaren planteras tidigare års borttagna springskott med den tjocka delen i samma riktning. Efter en tid slår roten skott i båda ändar och måste läggas om (kuperas). Då tas det minsta skottet bort. Vid en eventuell ytterligare skottbildning måste en ny omläggning ske innan skörden. Pepparroten är därför arbetskrävande att odla. Vid skörden tas springskotten (strålorna) bort (de liknar grissvansar till form och storlek) och sparas till nästa års plantering.

## Användning
Pepparrot används som kryddsås på samma sätt som senap, bland annat till olika korvrätter. Vit sås med pepparrot – pepparrotssås – kan användas till kokt kött och riven pepparrot syns ofta tillsammans med kokt torsk och skirat smör. Eftersom pepparrot motverkar mögelbildning, används den också som ingrediens i bland annat gurk- och rödbetsinläggningar. De späda bladen har använts till sallad.
Pepparroten förekom under medeltiden i både folkmedicinen och den traditionella medicinen, bland annat som ett medel mot feber. Som ett medel mot gikt kunde man tillverka grötomslag med pepparrot som lades om den sjuka leden.

## "Japansk pepparrot"
Wasabi är en annan korsblommig växt med snarlika smakegenskaper. Den kallas ibland "japansk pepparrot".
Svårigheterna att både odla och transportera Wasabi som färsk, gör den dyr. Därför används i Sverige i många fall en pasta gjord av vanlig pepparrot, grönt färgämne, senapspulver och olja som ersättning. 